# Montse Serra
Montse Serra es una actriz y directora de teatro independiente ecuatoriana.

## Biografía

### Primeros años
Montse Serra nació en Guayaquil, Ecuador, pero a temprana edad se trasladó a España, país natal de su padre. Se graduó de veterinaria en la Universidad de Zaragoza, ejerció durante 8 años la profesión y se trasladó a Barcelona después de sus estudios.

### Carrera teatral
A la edad de 30 años ingresó a un taller de interpretación para no profesionales y personas que querían conocer e introducirse a la actuación. Realizó teatro empresarial como terapia para lidiar con el ambiente laboral. Dejó su profesión para dedicarse de lleno a la actuación, se preparó durante 3 años y empezó a vivir del teatro.
Regresó a Ecuador en el 2000, para estudiar en un tecnológico, y formó parte del grupo Gestos de Virgilio Valero y Bernardo Menéndez, estando dentro de todos los proyectos como actriz, ayudante de dirección y casi todos los roles teatrales.
A inicios de 2009 dirigió y produjo la obra Riverside drive, de Woody Allen, y a finales del año presentó la obra Asesinando a Sara, con una puesta en escena de una meza entre el público, donde tienen que descifrar quién es el asesino, con la actuación de Pepe Sánchez, Marcelo Gálvez, Magdalena Banda, Gloria Beltrán, Karla Caicedo, Andrea Gálvez, Daniel Arosemena, David Castro, Salma Bedrán, Mario González y Susana Naranjo.
En 2012 dirigió la obra Las cosas no dichas de Tennessee Williams, con Martha Ontaneda como Cornelia Scott y Frances Swett como Grace Lancaster, en la Sala Experimental de la Sociedad Femenina de Cultura Teatro Centro de Arte. A inicios del año dirigió y protagonizó la obra Adulterios, y en el mes de octubre presentó Adulterios 2, una trilogía escrita por Woody Allen, donde actuaron Santiago Carpio, Magdalena Banda y Verónica Pinzón.
En 2015 fue parte del elenco de Caperucita, un espectáculo feroz, un thriller psicológico de terror, del dramaturgo argentino Javier Daulte, dirigida por Carlos Ycaza, y presentada en el Museo Antropológico y de Arte Contemporáneo (MAAC), donde Montse interpretó el papel de Cora, esposa de Víctor (Alejandro Fajardo) y madre de Silvia (Verónica Garcés), la Caperusita, quien es nieta de Eloísa (Martha Ontaneda), y la trama gira en torno a una familia matriarcal disfuncional y un hombre obsecionado por su amada.
En 2018 presentó en el Estudio Paulsen, ubicado en el barrio Las Peñas, el monólogo La soledad de los muñecos inflables, escrita y dirigida por Julián Martínez, en el que interpretó a Gabriela, una mujer solitaria que trabaja en una línea telefónica que atiende personas deprimidas y posibles suicidas, también realiza negocios turbios con la mafia, y canta y bailar con los muñecos inflables.

### Carrera en el cine
En 2015, formó parte del elenco del primer filme de thriller ecuatoriano estrenado en 2016, Entre Sombras: Averno, del director Xavier Bustamante, junto a los actores Juan Pablo Asanza, Marlon Pantaleón, Daniela Vallejo, Carlos Valencia, Henry Layana, David Saavedra, Ney Calderón y Felipe Crespo.
Fue parte del elenco de la película La dama tapada - El origen de la leyenda, del director Josué Miranda, junto a los actores Santiago Carpio, Antonella Valeriano, Fabo Doja, Michelle Prendes, Thalía Miño, Miriam Murillo, Juan Carlos Román, Alberto Pablo Rivera, Christian Cabrera, Augusto Enríquez, Alfonsina Solines, Monica Lara, Hugo Avilés, Jhonny Obando y Kristhel Lara.

### Carrera en la televisión
En 2013 protagonizó la serie Parece que fue ayer, de Ecuavisa donde intérpreto a Mercedes de Álvarez.
En 2015 realizó una participación especial en la serie Nina de Teleamazonas, la cual fue estrenada en 2018.
En 2016 participó en la telenovela La Trinity donde intérpreto a Chabelita.

## Filmografía

### Televisión
- (2018) Nina como Mamá de Lucía y Suegra de Coco
- (2016-2017) La Trinity como Doña Isabel "Chabelita" Márquez (Rol Estelar)
- (2013) Parece que fue ayer como Mercedes de Álvarez (Rol protagónico)

### Teatro
- (2018) La soledad de los muñecos inflamables como Gabriela
- (2015) Caperucita, un espectáculo feroz como Cora (esposa de Víctor)
- (2012) Adulterios 2
- (2012) Adulterios
- (2009) A